# Garimperto (arcivescovo di Milano)
Garimperto di Besana, detto anche Varimperto o Gariberto (forse Besana in Brianza, ... – Milano, 15 agosto 921), è stato un arcivescovo italiano, arcivescovo di Milano dal 918 al 921.

## Biografia
Secondo una tradizione durata almeno fino al XIX secolo, veniva presentato come membro della famiglia aristocratica milanese dei da Besana.
Era nipote del defunto arcivescovo milanese Andrea da Cantiano, il quale lo aveva introdotto alla curia milanese.
Alla sua morte, avvenuta il 15 agosto 921, Garimperto venne sepolto nella chiesa di san Raffaele da lui fatta edificare durante la propria reggenza dell'arcidiocesi. Il 5 ottobre di quello stesso anno gli succederà il figlio Lamperto; il fatto non deve stupire, in quanto fino alla riforma dell'XI secolo era prassi normale che il clero ambrosiano fosse sposato (non doveva avere moglie l'arcivescovo, ma un vedovo, per esempio, poteva essere ammesso all'episcopato).